# Mika Grbavica
Mika Grbavica (* 8. Dezember 2001 in Osijek, Kroatien) ist eine kroatische Volleyballspielerin. Ab der Saison 2022/23 steht die Diagonalangreiferin beim deutschen Bundesligisten Dresdner SC unter Vertrag.

## Karriere

### Verein
Grbavica spielte zunächst in der Saison 2017/18 für den OK Poreč, ehe sie zur Saison 2018/19 zu HAOK Mladost Zagreb wechselte. Zunächst war sie als Teil des U19-Teams aktiv und rückte zur Saison 2019/20 in den Kader des ersten Teams. Mit dem Hauptstadtverein gewann sie drei Mal in Folge die kroatische Meisterschaft und erreichte zwei Pokalsiege. In der Mitteleuropäischen Volleyball-Liga erreichte sie mit dem Team in den Saisons 2019/20 und 2021/22 die Silbermedaille, scheiterte jeweils erst im Finale an ACH Volley Ljubljana. 2019/20 wurde sie dabei als beste Diagonalangreiferin ausgezeichnet. In der Saison 2021/22 gelang zudem der Einzug in das Halbfinale des CEV-Pokals. In der Pokalsaison 2021/22 erhielt sie Auszeichnung der Most Valuable Player. Im Mai 2022 gab der Bundesligist Dresdner SC die Verpflichtung von Grbavica als Nachfolgerin von Maja Storck bekannt. Sie unterzeichnete in der Elbestadt einen bis 2024 gültigen Zweijahresvertrag. Am 20. Januar 2023 erlitt sie einen Kreuzbandriss und fällt für den Rest der Saison 2022/23 aus.

### Nationalmannschaft
Grbavica spielte für die kroatischen Nachwuchsteams ab der U17, im Rahmen der europäischen Qualifikation für die U23-Weltmeisterschaft 2017 gehörte sie zum Kader des kroatischen Nachwuchsnationalteams. 2022 wurde sie für die Volleyball-Europaliga in den Kader der kroatischen Volleyballnationalmannschaft berufen.

## Privates
Ihr Bruder Roko ist ebenfalls als Volleyballspieler aktiv.